# Pakiskembar
Pakiskembar is een bestuurslaag in het regentschap Malang van de provincie Oost-Java, Indonesië. Pakiskembar telt 7999 inwoners (volkstelling 2010).